# Scoparia delicatalis
Scoparia delicatalis là một loài bướm đêm trong họ Crambidae. Loài này được tìm thấy ở Ấn Độ (Hindustan).